# The OF Tape Vol. 2
Albums de Odd Future
12 Odd Future Songs
(2011)
Singles
1. Rella
Sortie : 20 février 2012
2. NY (Ned Flander)
Sortie : 5 mars 2012

The OF Tape Vol. 2 est le premier album studio du collectif de rap Odd Future, sorti le 20 mars 2012.
L'album s'est classé 1er au Top Rap Albums, au Top Independent Albums et au Top R&B/Hip-Hop Albums et 5e au Billboard 200.C'est aussi le dernier album du groupe avant leur dite "séparation"

## Liste des titres
| No  | Titre             | Interprète(s) | Durée |
| --- | ----------------- | --- | ----- |
| 1.  | Hi.               | L-Boy | 1:26  |
| 2.  | Bitches           | Domo Genesis & Hodgy Beats                                                                                       | 3:21  |
| 3.  | NY (Ned Flander)  | Hodgy Beats & Tyler, The Creator                                                                                 | 2:39  |
| 4.  | Ya Know           | The Internet | 4:01  |
| 5.  | Forest Green      | Mike G | 3:04  |
| 6.  | Lean              | Hodgy Beats & Domo Genesis                                                                                       | 2:35  |
| 7.  | Analog 2/Wheels 2 | Tyler, The Creator, Frank Ocean & Syd tha Kyd                                                                    | 4:36  |
| 8.  | 50                | MellowHype | 3:19  |
| 9.  | Snow White        | Hodgy Beats & Frank Ocean                                                                                        | 2:27  |
| 10. | Rella             | Hodgy Beats, Domo Genesis & Tyler, The Creator                                                                   | 3:11  |
| 11. | Real Bitch        | MellowHype & Taco                                                                                                | 3:25  |
| 12. | P                 | Hodgy Beats & Tyler, The Creator (sous son Alter-Ego Wolf Haley)                                                 | 3:16  |
| 13. | White             | Frank Ocean | 2:03  |
| 14. | Hcapd             | Domo Genesis, Hodgy Beats & Tyler, The Creator                                                                   | 3:41  |
| 15. | Sam (Is Dead)     | Tyler, The Creator & Domo Genesis                                                                                | 3:22  |
| 16. | Doms              | Domo Genesis | 3:13  |
| 17. | We Got Bitches    | Tyler, The Creator, Taco & Jasper Dolphin (Intro : L-Boy)                                                        | 3:19  |
| 18. | Oldie             | Tyler, The Creator, Hodgy Beats, Left Brain, Mike G, Domo Genesis, Frank Ocean, Jasper Dolphin & Earl Sweatshirt | 10:36 |